# Moctar Doumbia
Moctar Doumbia (1 de noviembre de 1971) es un deportista francés que compitió en taekwondo. Ganó una medalla de plata en el Campeonato Mundial de Taekwondo de 1999, en la categoría de +84 kg.

## Palmarés internacional
| Campeonato Mundial | Campeonato Mundial | Campeonato Mundial | Campeonato Mundial |
| Año                | Lugar              | Medalla            | Categoría          |
| ------------------ | ------------------ | ------------------ | ------------------ |
| 1999               | Edmonton (Canadá)  | Medalla de plata   | +84 kg             |